# 赫顿陨击坑
赫顿陨击坑（Hutton）是火星南海区的一座撞击坑，中心坐标位于南纬71.8度、西经255.4度处，直径99公里，其名称取自苏格兰地质学家暨天文学家詹姆斯·赫顿（1726年-1797年)，1973年被国际天文联合会批准接受。
火星的许多区域都显示出图案状地面，有时呈现出多边形形状。在其他地方，地表分布有链状排列的矮丘。在地球寒冷气候中，当地下土壤中含有常结冰的液态水时，图案状的地面则就很常见。在下面赫顿陨击坑图像中，可看到图案状的地面。

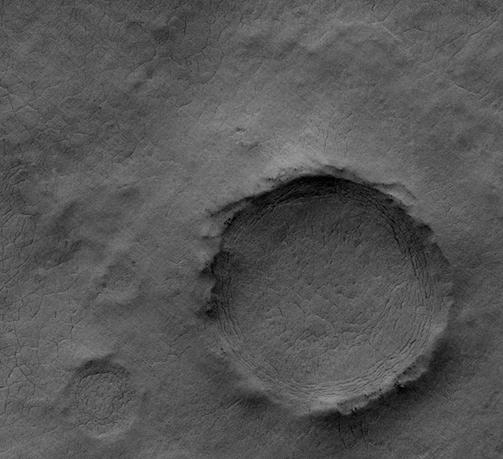
高分辨率成像科学设备显示的赫顿陨击坑区域，点击图片可查看图案地面。

## 另请查看
- 火星气候
- 火星地质
- 撞击坑
- 撞击事件
- 火星撞击坑
- 火星矿石资源
- 行星体系命名法
- 多边形图案地面